# Người Mã Lai
Người Mã Lai hay Người Malay (tiếng Mã Lai: Melayu; chữ Jawi: ملايو) là một dân tộc Nam Đảo nói Tiếng Mã Lai chủ yếu sinh sống trên bán đảo Mã Lai cùng các khu vực ven biển phía đông đảo Sumatra, các khu vực cực nam của Thái Lan, bờ biển phía nam Myanmar, quốc đảo Singapore; các khu vực ven biển của đảo Borneo: bao gồm cả Brunei, Tây Kalimantan, vùng ven biển Sarawak và Sabah, cùng các đảo nhỏ nằm giữa các khu vực này - tập hợp lại thành Alam Melayu. Các khu vực cư trú chủ yếu của người Mã Lai ngày nay là một phần lãnh thổ của nhiều quốc gia khác nhau: Malaysia, miền Tây Indonesia, Singapore, Brunei, miền cực Nam Myanmar và miền Nam Thái Lan.
Về mặt lịch sử, người Mã Lai là hậu duệ từ một số nhóm người có liên hệ về mặt di truyền, những nhóm người này phần lớn theo thuyết vật linh, Phật giáo hoặc Ấn Độ giáo- những người Nam Đảo và người Môn-Khmer, Orang Laut, Orang Asli, người Chăm, người Kedah cổ, người Langkasuka, người Tambralinga, người Gangga Negara, người Kelantan cổ, người Srivijaya, người Brunei cổ, các nhóm Batak, người Dayak và các bộ tộc khác nhau sinh sống trong thế giới Mã Lai.
Thời hoàng kim của các vương quốc Hồi giáo Mã Lai bắt đầu từ thế kỷ XV, việc xây dựng bản sắc chung đã giúp liên kết người Mã Lai với nhau; bản sắc chung đó là ngôn ngữ (với các biến thể và phương ngữ), Hồi giáo và văn hóa của họ. Các cộng đồng hải ngoại hoạt động thương mại của các vương quốc này đã đem đến nhiều vùng tại Đông Nam Á hải đảo làn sóng Hồi giáo hóa và Mã Lai hóa với quy mô lớn. Do tính chất dễ thay đổi và sự đồng hóa của những người nhập cư sau này, những người đến từ các phần khác nhau tại quần đảo, văn hóa Mã Lai đã hấp thụ rất nhiều đặc điểm văn hóa của các dân tộc khác, chẳng hạn như văn hóa của người Minangkabau, Aceh, và ở mức độ nhất định là từ người Java; tuy nhiên văn hóa Mã Lai có điểm khác biệt vì nó có tính Hồi giáo mạnh hơn văn hóa Java, một nền văn hóa có tính chất đa tôn giáo hơn.

## Từ nguyên
Tên gọi "Melayu" được dùng để chỉ một dân tộc riêng biệt được cho là mở rộng phạm vi khi Vương quốc Malacca trở thành một cường quốc trong khu vực vào thế kỷ XV. Tên gọi này được sử dụng để mô tả đặc tính văn hóa của người Mã Lai khác với các văn hóa ngoại quốc trong khu vực, đáng chú ý là văn hóa của người Java và người Thái. Trước thế kỷ XV, có thể nghe thấy các thuật ngữ và các biến thể khác trong các tư liệu nước ngoài và bản địa để đề cập đến các vương quốc trong lịch sử hay các bộ phận địa lý của quần đảo Mã Lai.
- Malayadvipa - xuất hiện trong chương 48, Vayu Purana. Nó có nghĩa là "lục địa đảo-núi" và được mô tả là một trong các tỉnh của quần đảo phía Đông thần thoại-đầy vàng và bạc. Một số học giả coi thuật ngữ này tương đương với Sumatra,[24] song một vài học giả Ấn Độ cho rằng thuật ngữ này nói đến bán đảo Mã Lai đồi núi hơn, còn Sumatra có liên hệ chính xác hơn với Suvarnadvipa.[25][26][27][28][29]
- Maleu-kolon - xuất hiện trong tác phẩm Geographia của Ptolemaeus. Từ này được cho là có nguồn gốc từ thuật ngữ tiếng Phạn malayakolam hay malaikurram, đề cập đến một bộ phận địa lý của bán đảo Mã Lai.[30]
- Mạt La Du (末羅遊) - Nghĩa Tịnh đề cập đến, ông là người đã đến viếng thăm quần đảo Mã Lai trong các năm 688–695. Vương quốc Mạt La Du nằm cách 15 đi thuyền từ Cự Cảng (巨港, Palembang), kinh đô của Thất Lợi Phật Thệ (室利佛逝, Srivijaya). Cũng mất 15 ngày đi thuyền để đến Ka-Cha (Kedah) từ Mạt La Du; do đó, Mạt La Du có thể nằm ở nửa đường trên quãng đưỡng đường giữa hai địa điểm trên.[31] Một thuyết phổ biến thì liên hệ Mạt La Du với Jambi tại Sumatra,[20] tuy nhiên vị trí địa lý của Jambi mâu thuẫn với mô tả của Nghĩa Tịnh về "nửa đường đi thuyền giữa Kedah và Palembang". Đến thời Nhà Nguyên (1271–1368) và Nhà Minh (1368–1644), từ Mạt La Du được đề cập đến thường xuyên trong các văn bản lịch sử để đề cập đến một quốc gia ở gần Nam Hải. Các thuật ngữ khác được sử dụng là "Mộc Lạt Do" (木剌由), Ma Lý Dữ Nhi (麻里予兒), Vu Lai Do (巫来由) - tồn tại trong bản ghi chép của nhà sư Huyền Trang), và Vô Lai Do (無来由).
- Malaiur - được ghi trên bức tường phía nam của đền Brihadeeswarar. Nó mô tả về một vương quốc có "một ngọn núi vững chắc phục vụ cho sự phòng vệ của nó" tại bán đảo Mã Lai, đã thất thủ trước những kẻ xâm lược Chola trong chiến dịch của Rajendra Chola I vào thế kỷ XI.
- Bhūmi Mālayu - (nghĩa là "Vùng đất của Malayu"), một bản dịch của Slamet Muljana từ câu khắc Padang Roco có niên đại từ năm 1286.[32] Thuật ngữ này có liên hệ với vương quốc Dharmasraya.
- Ma Lý Dữ Nhi (麻里予兒) - được ghi trong thư tịch của Nhà Nguyên, đề cập đến một quốc gia trên bán đảo Mã Lai phải đối mặt với sự bành trướng về phía nam của vương quốc Sukhothai, dưới thời gian trị vì của Ram Khamhaeng.[33] Thư tịch viết: "..tình trạng thù địch diễn ra giữa Xiêm La và Ma Lý Dữ Nhi bao gồm việc hai bên giết hại lẫn nhau...". Để đáp lại hành động của Sukhothai, một sứ giả Trung Quốc đã đến triều đình của Ram Khamhaeng vào năm 1295 và mang theo một chiếu chỉ: "Giữ lấy lời hứa của nhà ngươi và không làm điều sai trái với Ma Lý Dữ Nhi".[34]
- Malauir - trong ghi chép của Marco Polo là một vương quốc nằm trên bán đảo Mã Lai,[35][36] có thể tương tự như quốc gia được đề cập đến trong thư tịch Nhà Nguyên.
- Malayapura - (có nghĩa là "thành phố Malaya" hay "vương quốc Malaya"), được ghi trong câu khắc Amoghapasa có niên đại từ năm 1347. Thuật ngữ được Adityawarman sử dụng để đề cập đến Dharmasraya.
- Sungai Melayu - (nghĩa là "sông Melayu"), được đề cập trong Biên niên sử Mã Lai khi nói đến một con sông tại Sumatra: "...Đến đây, bây giờ là câu chuyện về một thành phố được gọi là Palembang trong vùng đất Andelas. Cai trị nó là Demang Lebar Daun, một hậu duệ của Raja Shulan, và nó có một con sông tên là Muara Tatang. Trên vùng thượng du của Muara Tatang là một con sông gọi là Melayu, và trên sông có một ngọn đồi gọi là Si-Guntang Mahameru...".

Những giải thích hợp lý khác về nguồn gốc của tên gọi đã được xác định trong các ngôn ngữ khác, như từ malaiyur trong tiếng Tamil được sử dụng để chỉ khu vực đồi núi-nơi nền văn minh Kadaram được xây dựng nên tại Kedah (ngày nay), hoặc từ mlayu ("chạy" trong tiếng Java bắt nguồn từ mlaku (đi bộ hoặc đi lại), hoặc trong thuật ngữ Mã Lai melaju (tăng tốc đều đặn), để chỉ tính chất lưu động và di trú cao của người dân của nó, tuy nhiên các đề xuất này vẫn là sự tin tưởng địa phương và không có bằng chứng chứng thực.
Trong thời gian người châu Âu thuộc địa hóa khu vực, từ "Malay" được đưa vào tiếng Anh thông qua tiếng Hà Lan "Malayo", và bản thân từ này lại có nguồn gốc từ tiếng Bồ Đào Nha "Malaio", và có nguồn gốc từ tiếng Mã Lai "Melayu". Từ "Mã Lai" trong tiếng Việt bắt nguồn từ tiếng Trung giản thể: 马来; phồn thể: 馬來; bính âm: Mǎlái, do người Trung Quốc phiên âm tên nước Malaysia thành "Mã Lai Tây Á" (马来西亚 - Mǎláixīyà).

## Lịch sử

### Người Mã Lai nguyên thủy
Cũng được biết đến với tên gọi Melayu asli (người Mã Lai thổ dân) hay Melayu purba (người Mã Lai cổ), người Mã Lai nguyên thủy có nguồn gốc Nam Đảo và được cho là đã di cư đến quần đảo Mã Lai trong các đợt nhập cư kéo dài từ năm 2500 đến 1500 TCN. The Encyclopedia of Malaysia: Early History, đã chỉ ra tổng cộng ba giả thuyết về nguồn gốc của người Mã Lai:
- Thuyết Vân Nam, di cư theo sông Mê Kông (công bố năm 1889) - "thuyết người Mã Lai nguyên thủy" có nguồn gốc từ Vân Nam được R.H. Geldern, J.H.C Kern, J.R. Foster, J.R. Logen, Slamet Muljana và Asmah Haji Omar ủng hộ. Các bằng chứng khác hỗ trợ cho thuyết này bao gồm: các công cụ bằng đá ở quần đảo Mã Lai tương tự như các công cụ tại Trung Á, nét tương đồng giữa các phong tục Mã Lai và các phong tục Assam, và thực tế là tiếng Mã Lai & tiếng Khmer là các ngôn ngữ có quan hệ họ hàng do người Khmer có nguồn gốc từ nguồn của sông Mê Kông.
- Thuyết New Guinea (công bố năm 1965) - những người Mã Lai nguyên thủy được cho là các thủy thủ có kiến thức về hải dương học và sở hữu các kỹ năng nông nghiệp. Họ di chuyển xung quanh, từ đảo này sang đảo khác trong khoảng cách rất xa giữa New Zealand và Madagascar ngày nay, và họ phục vụ trong vai trò là hoa tiêu, thủy thủ và lao động chân tay cho các thương nhân Ấn Độ, Ả Rập, Ba Tư và Trung Hoa trong gần 2000 năm. Trong những năm đó, họ đã định cư tại nhiều địa điểm khác nhau và tiếp nhận các văn hóa và tôn giáo khác nhau.
- Thuyết Đài Loan (công bố năm 1997) - một nhóm người nào đó ở miền Nam Trung Quốc đã di cư vào 6.000 năm trước, một số di chuyển đến Đài Loan (thổ dân Đài Loan hiện nay là hậu duệ của họ), sau đó đến Philippines rồi Borneo (khoảng 4.500 năm trước) (tức người Dayak và các nhóm khác ngày nay). Những người cổ này cũng phân chia với một số tiến về Sulawesi và những người khác tiến đến Java, và Sumatra. Cuộc di cư đến bán đảo Mã Lai là từ khoảng 3.000 năm trước. Một phân nhóm từ Borneo đã di chuyển đến Chăm Pa ở miền trung Việt Nam ngày nay khoảng 4.500 năm trước. Cũng có các vết tích của việc những người thuộc văn hóa Đông Sơn và văn hóa Hòa Bình di cư từ Việt Nam và Campuchia. Cũng có các cuộc di cư của người Thái phương Nam từ Pattani ngày nay. Tất cả các nhóm này đều có chung nguồn gốc DNA và ngôn ngữ từ hòn đảo Đài Loan ngày nay, và các tổ tiên của những người cổ này được truy nguyên tới miền nam Trung Quốc.[38]

Tuy nhiên, trong năm 2009, Tổ chức Bộ gen con người (Human Genome Organisation, HUGO) đã tiến hành một nghiên cứu toàn diện về tính đa dạng và lịch sử di truyền của người dân châu Á, nghiên cứu có 2000 người tham gia trên khắp châu Á, đã chỉ ra một thuyết các về mô hình di dân châu Á. HUGO tìm thấy điểm tương đồng về di truyền giữa dân cư khắp châu Á và sự gia tăng tính di tuyền học từ phía bắc xuống phía nam. Các phát hiện này chỉ ra rằng nguồn gốc của dân cư châu Á và ủng hộ giải thuyết rằng con người đã định cư tại châu lục này thông qua một sự kiện di cư duy nhất từ phương nam, tiến vào Đông Nam Á trước tiên. Các nền văn minh Đông Nam Á, bao gồm cả người Mã Lai, có thể đã xuất hiện sớm hơn nhiều so với các nền văn minh Đông Á.

### Người Mã Lai thứ hai
Các nhóm người Mã Lai nguyên thủy ban đầu đã bị những người định cư Mã Lai thứ hai đẩy sâu vào nội địa trong làn sóng nhập cư thứ nhì vào khoảng năm 300 TCN. Người Mã Lai thứ hai là những người thuộc nền văn minh thời đại đồ sắt có nguồn gốc một phần từ những người Chăm, người Môn-Khmer ở Đông Nam Á lục địa và tiếp theo là những người Nam Đảo đến cùng với những kỹ thuật canh tác tiên tiến hơn và có kiến thức về kim loại. Họ có quan hệ họ hàng song mang tính chủng Á cao hơn và có dáng vẻ khác biệt lớn với người Mã Lai nguyên thủy (những người có tầm vóc lùn hơn, da sẫm màu hơn, tỉ lệ tóc xoăn cao hơn, có tỉ lệ phần trăm hiện tượng sọ dài cao hơn nhiều và có xác suất nếp quạt ở mắt thấp hơn đáng kể). Những người định cư Mã Lai thứ hai không sống du cư như những người đến trước họ, thay vào đó họ định cư và thiết lập nên các kampung và chúng đóng vai trò là các đơn vị xã hội chính của họ. Các kampung này thường nằm ở ven bờ sông hoặc các khu vực ven biển và nói chung là có thể tự cung tự cấp được lương thực và các nhu yếu phẩm khác. Vào cuối thế kỷ cuối cùng TCN, các kampung này bắt đầu tham gia vào một số hoạt động thương mại với thế giới bên ngoài.
Người Mã Lai thứ hai được xem là tổ tiên trực tiếp của người Mã Lai ngày nay  Các đợt di cư của họ đã gián tiếp buộc một số nhóm người Mã Lai nguyên thủy và thổ dân phải rút lui vào khu vực đồi núi ở sâu trong thượng nguồn các con sông tại nội địa. Các dân tộc là hậu duệ của người Mã Lai nguyên thủy đáng chú ý ngày nay là người Moken, người Jakun, người Orang Kuala, người Temuan và Orang Kanaq..

### Ảnh hưởng của Ấn Độ

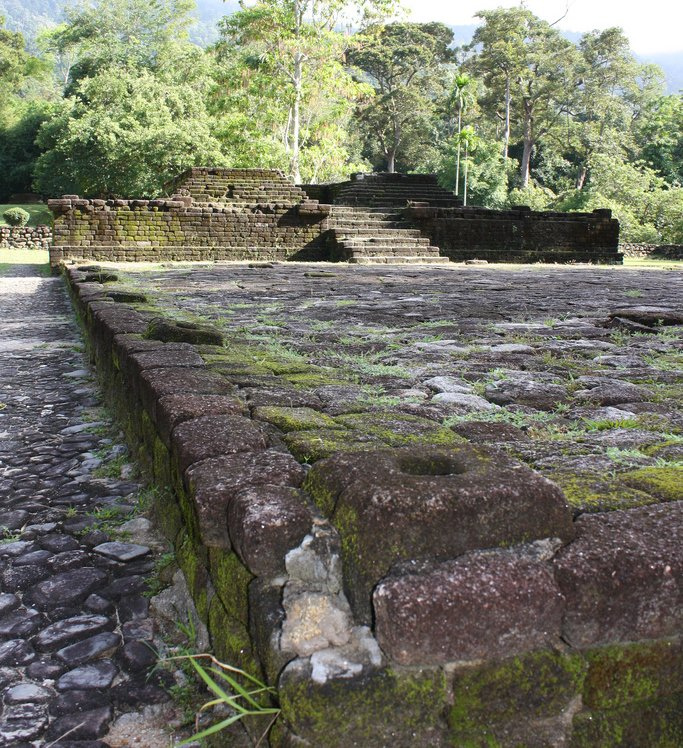
Candi Bukit Batu Pahat của Thung lũng Bujang. Một vương quốc Ấn Độ giáo-Phật giáo đã cai trị Kedah cổ đại có thể là từ năm 110 CN, các bằng chứng sớm nhất về tầm ảnh hưởng rộng rãi của Ấn Độ với những người Mã Lai Kedah thời kỳ tiền Hồi giáo.

Không có bằng chứng rõ ràng về thời điểm đầu tiên diễn ra các cuộc du hành của người Ấn Độ qua vịnh Bengal song các ước tính bảo thủ cho rằng họ đã đặt chân sớm nhất lên vùng bờ biển Mã Lai từ ít nhất 2.000 năm trước. Việc phát hiện ra các tàn tích cầu tàu, các địa điểm luyện sắt, và một công trình kỉ niệm bằng gạch đất sét có niên đại từ năm 110 CN tại Thung lũng Bujang đã cho thấy rằng một tuyến thương mại hàng hải với các vương quốc Tamil ở miền Nam Ấn Độ đã sẵn được thành lập từ thế kỷ thứ II SCN. Sự phát triển thương mại với Ấn Độ đã khiến những người dân ven biển ở phần lớn Đông Nam Á hàng hải có sự tiếp xúc với Ấn Độ giáo và Phật giáo. Do đó, các tôn giáo, truyền thống văn hóa và tiếng Phạn từ Ấn Độ đã bắt đầu lan rộng ra khắp các vùng đất. Các đền thờ được xây dựng theo phong cách Ấn Độ, các vị vua địa phương bắt đầu tự gọi mình là Raja. Thời kỳ đầu Công Nguyên đã chứng kiến sự nổi lên của các nhà nước Mã Lai cổ ở các khu vực ven biển trên bán đảo Mã Lai và đảo Sumatra như Xích Thổ, Negara Sri Dharmaraja, Gangga Negara, Langkasuka, Kedah, Malayu và Srivijaya. Trong khoảng từ thế kỷ VII đến XIII, nhiều nước trong số các tiểu quốc bán đảo thịnh vượng và thương mại hàng hải này đã trở thành một bộ phận của Mạn-đà-la Srivijaya, một liên bang rộng lớn của các thành bang tập trung tại Palembang, Kadaram, Chaiya và Ligor.
Ảnh hưởng của Srivijaya trải rộng ra toàn bộ các khu vực ven biển trên đảo Sumatra và bán đảo Mã Lai, phía tây đảo Java và phía tây đảo Borneo, cũng như phần còn lại của quần đảo Mã Lai. Có được cả sự bảo trợ từ Ấn Độ và Trung Quốc, sự giàu có của vương quốc này chủ yếu đến từ thương mại. Vào lúc đỉnh cao, tiếng Mã Lai cổ đã được sử dụng làm ngôn ngữ chính thức của Srivijaya và trở thành ngôn ngữ chung của khu vực, thay thế tiếng Phạn, ngôn ngữ của Ấn Độ giáo và Phật giáo. Thời kỳ Srivijaya được xem là thời hoàng kim của văn hóa Mã Lai.
Tuy nhiên, sự huy hoàng của Srivijaya đã bắt đầu suy yếu sau một loạt các cuộc tấn công từ Đế quốc Chola ở Ấn Độ trong thế kỷ XI. Đến cuối thế kỷ XIII, những tàn dư cuối cùng của đế quốc Mã Lai trên đảo Sumatra này đã bị những kẻ xâm lược người Java phá hủy trong cuộc viễn chinh Pamalayu (Pamalayu nghĩa là chiến tranh chống lại Malayu).

Đế quốc hàng hải Phật giáo Srivijaya, chính thể Mã Lai rộng lớn đầu tiên trong khu vực

Việc Srivijaya bị tiêu diệt đã khiến các quần thần của đế quốc phải lưu vong và đã có một vài nỗ lực của các hoàng tử Mã Lai đang chạy trốn nhằm phục quốc. Năm 1324, với sự hỗ trợ từ các bầy tôi trung thành với đế quốc là người Orang laut, một hoàng tử Mã Lai có nguồn gốc Srivijaya là Sang Nila Utama đã thiết lập nên vương quốc Singapura tại Temasek. Triều đại của ông đã cai trị hòn đảo cho đến cuối thế kỷ XIV, khi chính thể Mã Lai này phải đối mặt với sự tức giận của những kẻ xâm lược người Java. Năm 1401, người chắt nội của ông là Paduka Sri Maharaja Parameswara đã tiến về phía bắc và lập nên Vương quốc Malacca. Vương quốc Malacca đã kế thừa Srivijaya và thừa hưởng nhiều truyền thống vương giả và văn hóa, bao gồm hầu hết lãnh thổ của các tiền quốc của nó.
Thêm một vương quốc Mã Lai hùng mạnh trong giai đoạn này là Tambralinga, từng là một nước phụ thuộc của Srivijaya, vương quốc này bắt đầu phát triển sau sự thoái trào của đế quốc Srivijaya vào thế kỷ XII. Từ thế kỷ XIII đến đầu thế kỷ XIV, vương quốc đã chinh phục được hầu hết bán đảo Mã Lai. Sự phát triển của vương quốc được tăng cường thêm trong thời gian trị vì của Chandrabhanu Sridhamaraja (1230–1263), ông đã thành công trong việc chiếm được vương quốc Jaffna trên đảo Sri Lanka từ năm 1247 đến năm 1258. Cuộc xâm lược đã đánh dấu một điều hiếm thấy trong lịch sử Đông Nam Á, khi một thế lực trong khu vực tiến hành các cuộc viễn chinh bằng đường biển vượt ra khỏi ranh giới khu vực.
Công việc trồng trọt của hệ thống chính thể Mã Lai cũng lan rộng ra ngoài ranh giới Sumatra-Bán đảo Mã Lai trong thời kỳ này. Các cuộc viễn chinh và di cư của người Mã Lai đã giúp thiết lập nên các vương quốc nằm ngoài địa hạt của Srivijaya. Một vài minh họa là việc một hoàng tử của Tambralinga đã đăng cơ làm vua của vương quốc Lavo tại khu vực nay là Bangkok, việc thành lập vương quốc Cebu tại Visayas và việc thành lập vương quốc Tanjungpura trên đảo Borneo. Sự bành trướng này cũng được quan tâm nhiều vì nó đã định hình cho sự phát triển dân tộc-văn hóa của những người Aceh và người Banjar có liên hệ và tiếp tục truyền bá sâu hơn đặc tính Mã Lai chịu ảnh hưởng của Ấn Độ trong phạm vi khu vực.

### Hồi giáo hóa

Lãnh thổ của vương quốc Melaka vào thế kỷ XV. Vương quốc này trên thực tế đã thúc đẩy bản sắc xã hội-văn hóa Mã Lai-Hồi giáo cho đến ngày nay.

Hồi giáo đã được đưa đến khu vực trong thời kỳ từ thế kỷ XII đến XV, ngoài ra trong thời gian này cũng chứng kiến thành phố cảng Malacca nổi lên ở bờ biển tây nam của bán đảo Mã Lai hai tiến trình phát triển này đã làm thay đổi lịch sử của người Mã Lai.
Từ thế kỷ XII, đức tin Hồi giáo đã tiến đến những khu vực gần bờ biển của khu vực mà nay là các bang Kedah, Perak, Kelantan và Terengganu. Bằng chứng khảo cổ sớm nhất về Hồi giáo tại bán đảo Mã Lai là Đá khắc Terengganu có niên đại từ thế kỷ thứ XII, được tìm thấy tại bang Terengganu ở Malaysia.
Đến thế kỷ XV, thế lực có quyền bá chủ trên nhiều phần ở phía tây quần đảo Mã Lai là vương quốc Malacca đã trở thành trung tâm của tiến trình Hồi giáo hóa ở phương Đông. Với vị thế là quốc giáo của Malacca, Hồi giáo đã mang lại nhiều biến đổi lớn lao trong xã hội và văn hóa Melaka, và nó trở thành công cụ chính cho việc phát triển một bản sắc chung Mã Lai. Theo thời gian, bản sắc chung Mã Lai này trở thành đặc điểm của nhiều phần trên quần đảo Mã Lai thông qua quá trình Mã Lai hóa. Việc Malacca mở rộng phạm vi ảnh hưởng thông qua thương mại và truyền đạo đã dẫn đến kết quả là phổ biến được tiếng Mã Lai cổ, đức tin Hồi giáo, và văn hóa Hồi giáo Mã Lai; ba giá trị cốt lõi của Kemelayuan ("người Mã Lai").
Năm 1511, kinh đô của Malacca rơi vào tay những kẻ thực dân Bồ Đào Nha. Tuy nhiên, Melaka vẫn duy trì thể chế nguyên bản: một kiểu nghệ thuật lãnh đạo và một nét văn hóa để cho các nhà nước kế thừa tham khảo, như Vương quốc Johor (1528–nay), Vương quốc Perak (1528–nay) và Vương quốc Pahang (1470–nay).
Trên khắp Biển Đông trong thế kỷ XIV, một vương quốc Mã Lai khác là Brunei đã nổi lên để trở thành một chính thể hùng mạnh nhất trên đảo Borneo. Đến giữa thế kỷ XV, Brunei đã thiết lập một mối quan hệ chặt chẽ với vương quốc Melaka. Quốc vương của Brunei đã kết hôn với một công chúa của Malacca, tiếp nhận Hồi giáo làm tôn giáo của triều đình, và phỏng theo mô hình chính quyền hiệu quả của Malacca. Brunei được hưởng lợi từ thương mại với Malacca song đã có được sự thịnh vượng thậm chí còn lớn hơn sau khi kinh đô Malacca -một thương cảng Mã Lai to lớn- bị người Bồ Đào Nha chinh phục. Brunei đạt đến thời kỳ hoàng kim vào giữa thế kỷ XVI, khi đó vương quốc này kiểm soát một lãnh thổ xa về phía nam đến Kuching tại Sarawak ngày nay, phía bắc mở rộng ra quần đảo Philippines. Vương quốc Brunei đã mở rộng phạm vi ảnh hưởng đến tận đảo Luzon bằng cách lập liên minh với vương quốc Tondo và thành lập một quốc gia vệ tinh là Seludong ở khu vực Manila ngày nay. Triều đình Brunei cũng tiến hành quá trình Mã Lai hóa trên hòn đảo Borneo. Các yếu tố văn hóa Hồi giáo Mã Lai, bao gồm ngôn ngữ, trang phục và nhà ở của các hộ gia đình được các thổ dân tiếp nhận, đặc biệt là người Dayak, dân tộc này cũng được dung hợp vào vương quốc. Các tù trưởng Dayak được hợp nhất vào hệ thống thứ bậc Mã Lai, được mang các tước hiệu chính thức như Datuk, Temenggong và Orang Kaya. Tại Tây Kalimantan, sự phát triển của các vương quốc như Sambas, Sukadana và Landak cũng diễn ra tương tự khi họ tuyển mộ người Dayak.
Các vương quốc Mã Lai quan trọng khác là vương quốc Kedah (1136–nay) và vương quốc Pattani (1516–1771), hai nước này đã thống trị phần phía bắc của bán đảo Mã Lai. Trong khi vương quốc Jambi (1460–1907), vương quốc Palembang (1550–1823) và vương quốc Siak Sri Indrapura (1725–1946) kiểm soát phần lớn vùng bờ biển đông nam của đảo Sumatra.

### Bị thực dân hóa

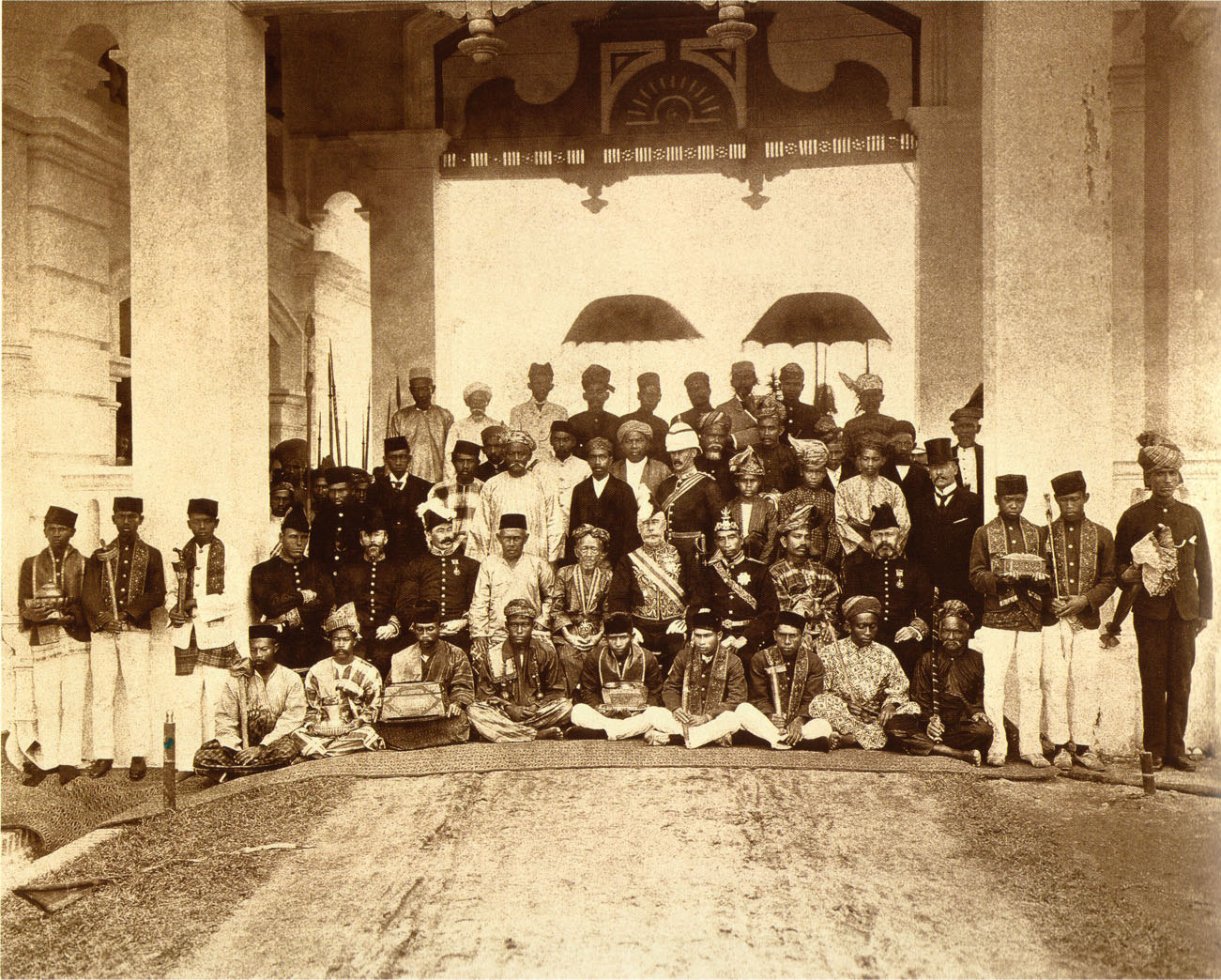
Những người thống trị và giới quý tộc Mã Lai cùng các quan chức thực dân Anh trong Durbar lần thứ nhất.

Từ năm 1511 đến 1984, nhiều vương quốc Mã Lai đã bị thực dân hóa hoặc nằm dưới quyền bảo hộ của các thế lực ngoại quốc khác nhau, từ các thế lực thực dân châu Âu như Bồ Đào Nha, Hà Lan và Anh Quốc, cho đến các thế lực trong khu vực như Aceh, Xiêm và Nhật Bản.
Năm 1511, đế quốc Bồ Đào Nha đã chiếm được kinh thành của vương quốc Malacca. Mặc dù chiến thắng, song người Bồ Đào Nha đã không thể mở rộng tầm ảnh hưởng chính trị của họ ra ngoài pháo đài pháo đài Malacca. Quốc vương Malacca duy trì quyền bá chủ đối với các vùng đất bên ngoài kinh thành cũ và thành lập nên vương quốc Johor vào năm 1528 để kế tục Malacca. Malacca thuộc Bồ Đào Nha đã phải đối mặt với một số cuộc tấn công trả thù song không thành công từ Johor cho đến năm 1614, khi liên quân Johor và đế quốc Hà Lan đã trục xuất người Bồ Đào Nha ra khỏi bán đảo. Theo thỏa thuận với Johor vào năm 1606, người Hà Lan sau đó được nắm quyền kiểm soát Malacca.
Trong lịch sử, các quốc gia Mã Lai trên bán đảo có một mối quan hệ thù địch với người Xiêm. Vương quốc Malacca đã có hai cuộc chiến tranh với người Xiêm trong khi các quốc gia Mã Lai ở phía bắc đã nằm dưới quyền thống trị không liên tục của các triều đại Xiêm trong nhiều thế kỷ. Năm 1771, Xiêm đã thủ tiêu vương quốc Pattani và sau đó thôn tính một phần lãnh thổ lớn của vương quốc Kedah. Trước đó, vương triều Ayutthaya của Xiêm đã sáp nhập Tambralinga và cho quân tràn ngập vương quốc Singgora vào đầu thế kỷ XVII. Đến đầu thế kỷ XIX, Xiêm đã áp đặt một cấu trúc hành chính mới và lập ra các vương quốc Mã Lai bán độc lập như Patani, Saiburi, Nongchik, Yaring, Yala, Reman và Rangae từ Đại Pattani và lập ra Satun, Perlis, Kubang Pasu từ vương quốc Kedah.
Năm 1786, vương quốc Kedah đã cho Công ty Đông Ấn của Anh thuê hòn đảo Penang để đổi lấy viện trợ quân sự nhằm chống lại Xiêm. Năm 1819, công ty này cũng thu được Singapore từ vương quốc Johor, lấy được Malacca vào năm 1824 từ tay người Hà Lan, và sau đó là Dindings từ Perak vào năm 1874. Tất cả các trạm giao thương này được gọi chính thức là Các thuộc địa Eo biển vào năm 1826 và trở thành thuộc địa hoàng gia của đế quốc Anh vào năm 1867. Sự can thiệp của người Anh vào công việc của các quốc gia Mã Lai được chính thức hóa và năm 1895, khi những người thống trị Mã Lai chấp thuận sự quản lý của các Thống sứ Anh, và Liên bang các quốc gia Mã Lai được thành lập. Năm 1909, Kedah, Kelantan, Terengganu và Perlis được người Anh lấy lại từ tay người Xiêm. Các nhà nước này cùng với Johor sau đó trở thành Các nhà nước Mã Lai phi liên hiệp. Trong Chiến tranh thế giới thứ hai, tất cả các thuộc địa và vùng bảo hộ này của Anh, được gọi là Mã Lai thuộc Anh, đã bị đế quốc Nhật Bản chiếm đóng.
Thời kỳ thoái trào của đế quốc Brunei rộng lớn bắt đầu sau Chiến tranh Castille chống lại những kẻ xâm lược Tây Ban Nha, kết quả là vương quốc này phải chấm dứt quyền thống trị đối với quần đảo Philippines ngày nay. Sự suy sụp này lên đến đỉnh điểm trong thế kỷ XIX, khi vương quốc mất hầu hết các lãnh thổ tại Borneo cho các Rajah Trắng của vương quốc Sarawak và Công ty Đặc hứa Bắc Borneo (North Borneo Chartered Company). Brunei trở thành một nước nằm dưới quyền bảo hộ của Anh từ năm 1888 cho đến năm 1984.
Sau Hiệp ước Anh-Hà Lan năm 1824, theo đó phân chia quần đảo Mã Lai thành vùng thuộc Anh ở phía bắc và một vùng thuộc Hà Lan ở phía nam, tất cả các vương quốc Mã Lai trên đảo Sumatra và Nam Borneo trở thành một phần của Công ty Đông Ấn Hà Lan. Mặc dù một số quốc vương Mã Lai vẫn được duy trì quyền lực của họ dưới sự kiểm soát của Hà Lan, song một số vương quốc đã bị chính quyền Hà Lan bãi bỏ, như trường hợp của vương quốc Riau vào năm 1911.

### Chủ nghĩa dân tộc Mã Lai

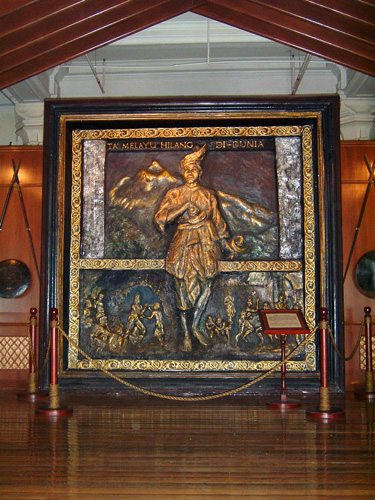
Bức tranh tường bằng đồng của chiến binh truyền thuyết Mã Lai, Hang Tuah với lời trích dẫn nổi tiếng Ta' Melayu Hilang Di-Dunia (tiếng Mã Lai nghĩa là "Người Mã Lai sẽ không bao giờ biến mất khỏi mặt đất") viết ở trên đỉnh. Trích dẫn này là một lời kêu gọi tập hợp nổi tiếng của chủ nghĩa dân tộc Mã Lai.

Mặc dù người Mã Lai phân bổ rộng khắp trên quần đảo Mã Lai, song cuộc vận động cho chủ nghĩa dân tộc Mã Lai hiện đại mới chỉ có quy mô đáng kể từ đầu thế kỷ XX trên bán đảo Mã Lai. Tại quần đảo Indonesia, cuộc đấu tranh chống thực dân mang nét đặc trưng là chủ nghĩa quốc gia xuyên dân tộc, trong khi tại Brunei, mặc dù đã có một số nỗ lực được tiến hành để khơi dậy ý thức chính trị Mã Lai từ năm 1942 đến 1945, song đã không có sự kiện lịch sử đáng kể nào dựa trên tinh thần dân tộc. Tuy nhiên, tại Thái Lan, phong trào ly khai Pattani chống lại sự cai quản của người Thái đã được một số sử gia xem là một phần của phong trào dân tộc Mã Lai bán đảo có tầm ảnh hưởng lớn hơn. Tuy thế, chủ nghĩa dân tộc Mã Lai bán đảo đã dẫn đến sự hình thành của Malaysia.
Các công cụ sớm nhất và có ảnh hưởng nhất trong cuộc vận động nhằm thức tỉnh ý thức dân tộc Mã Lai là các ấn phẩm xuất bản định kỳ, chúng đã chính trị hóa vị thế của người Mã Lai trong cuộc đấu tranh chống lại chủ nghĩa thực dân và những người nhập cư phi Mã Lai. Bất chấp việc bị chính quyền thực dân Anh đàn áp, đã có không dưới 147 tạp chí và báo xuất bản tại Mã Lai thuộc Anh từ năm 1876 đến năm 1941. Trong số này, nổi bật nhất là Al-Imam (1906), Pengasuh (1920), Majlis (1935) và Utusan Melayu (1939). Sự nổi lên của chủ nghĩa dân tộc Mã Lai phần lớn là nhờ vận động của ba thế lực dân tộc chủ nghĩa: những người cấp tiến cánh tả Mã Lai, nhóm Hồi giáo, và cả hai đều phản đối tầng lớp trên bảo thủ.
Đại diện cho những người cánh tả Mã Lai là Kesatuan Melayu Muda, tổ chức này được thành lập vào năm 1938 bởi một nhóm trí thức Mã Lai chủ yếu được đào tạo tại Cao đẳng Đào tạo Sultan Idris (Sultan Idris Training College), với một ý tưởng về Đại Indonesia. Năm 1945, họ tái tổ chức thành một chính đảng được gọi là Partai Kebangsaan Melayu Malaya (PKMM). Đại diện ban đầu cho những người theo đường lối Hồi giáo là Kaum Muda', tổ chức này bao gồm các học giả được đào tạo tại Trung Đông và có quan điểm liên Hồi giáo. Chính đảng Hồi giáo đầu tiên là Partai Orang Muslimin Malaya (Hizbul Muslimin) đã được thành lập vào tháng 3 năm 1948, đảng Hồi giáo liên Mã Lai đã kế thừa nó vào năm 1951. Nhóm thứ ba là phe bảo thủ bao gồm giới tinh hoa Âu hóa, họ là các quan chức và thành viên của các gia đình vương giả và cùng thừa hưởng một nền giáo dục Anh Quốc, hầu hết là tại Cao đẳng Mã Lai Kuala Kangsar (Malay College Kuala Kangsar) giành riêng cho họ. Họ đã thành lập các tổ chức tự nguyện được gọi là các Hiệp hội Mã Lai ở những nơi khác nhau trong nước và mục tiêu chính của họ là thúc đẩy quyền lợi của người Mã Lai và yêu cầu sự bảo hộ của người Anh đối với vị thế của người Mã Lai. Tháng 3 năm 1946, 41 trong số các hiệp hội Mã Lai này đã thành lập Tổ chức Dân tộc Mã Lai Thống nhất (UMNO), để khẳng định sự địa vị của người Mã Lai đối với Mã Lai thuộc Anh.
Người Mã Lai đã đặt một nền tảng cơ bản cho ý thức hệ Mã Lai và chủ nghĩa dân tộc Mã Lai tại Malaysia. Tất cả ba phe phái dân tộc Mã Lai đều tin vào ý tưởng về một "Quốc gia Mã Lai" (Bangsa Melayu) và vị thế của tiếng Mã Lai, song không đồng thuận về vai trị của Hồi giáo và những người trị vì Mã Lai. Những người bảo thủ ủng hộ tiếng Mã Lai, Hồi giáo và nền quân chủ Mã Lai và xem chúng cấu tạo nên các trụ cột chính của người Mã Lai, song là trong một nhà nước thế tục và Hồi giáo chỉ có vai trò chính trị hạn chế. Những người cánh tả đồng tình với nhà nước thế tục song muốn chấm dứt chế độ phong kiến, trong khi phe Hồi giáo thì ủng hộ chấm dứt các vương triều song lại tìm cách để Hồi giáo có một vai trò lớn hơn.
Sau khi Cộng hòa Indonesia được thành lập với mô hình nhà nước đơn nhất, tất cả các chế độ quân chủ Mã Lai tại Indonesia đều bị bãi bỏ, và vị thế các quốc vương tại Indonesia nay chỉ còn là người lãnh đạo trên danh nghĩa hoặc người thỉnh cầu vương vị. Sự sụp đổ của các vương quốc Mã Lai gồm Deli, Langkat, Serdang và Asahan tại Đông Sumatra trong "cách mạng Xã hội" vào năm 1946 đã có tác động mạnh mẽ đến những người cùng chí hướng Mã Lai của họ và đẩy các chiến hữu Mã Lai quay sang chống lại ý tưởng về Đại Indonesia và ảo tưởng về Cộng hòa Hồi giáo.

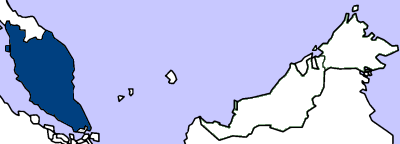
Liên bang Mã Lai năm 1948. Nó được hình thành từ chín quốc gia Mã Lai truyền thống và hai thuộc địa Eo biển của Anh.

Tháng 3 năm 1946, Tổ chức Dân tộc Mã Lai Thống nhất đã nổi lên với sự ủng hộ hoàn toàn của các quốc vương Mã Lai từ Hội nghị những người thống trị. Phong trào mới đã tiến đến một liên kết chính trị chặt chẽ giữa người người thống trị và thần dân, một điều chưa từng có trước đây. Phong trào này nói chung đã thúc đẩy quan điểm của công chúng người Mã Lai, cùng với đó là sợ thờ ơ chính trị đáng ngạc nhiên của những người phi Mã Lai (như người gốc Hoa và gốc Ấn), đã dẫn đến việc người Anh từ bỏ kế hoạch Liên bang Mã Lai (1946–1948) cấp tiến. Đến tháng 7, Tổ chức Dân tộc Mã Lai Thống nhất đã thành công trong việc đạt được một thỏa thuận với người Anh để bắt đầu các cuộc đàm phán cho một hiến pháp mới. Các cuộc đàm phán tiếp tục từ tháng 8 đến tháng 11, giữa một bên là các quan chức người Anh và một bên là những đại diện của các quốc vương cùng Tổ chức Dân tộc Mã Lai Thống nhất và các lực lượng khác.
Hai năm sau, Liên bang Mã Lai bán độc lập được thành lập, điều này đã phản ánh một chiến thắng rõ ràng của các lợi ích Mã Lai. Hiến pháp mới phần lớn đã đưa các nhà nước quay trở lại mô hình cơ bản thời tiền thuộc địa và thiết lập uy quyền của các nhà nước Mã Lai riêng lẻ. Quyền lợi và đặc quyền của người Mã Lai đã được bảo đảm. Những người thống trị Mã Lai do đó vẫn giữ lại đặc quyền của họ, trong khi những hậu duệ được tiếp nhận môi trường giáo dục Anh của họ nắm giữa các vị trí trong chính quyền trung ương, dần dần phi thực dân hóa. Tháng 8 năm 1957, Liên bang Mã Lai, lãnh thổ phụ thuộc lớn cuối cùng của phương Tây trong khu vực Đông Nam Á, đã giành được độc lập thông qua một cuộc chuyển giao quyền lực hòa bình. Liên bang được cải tổ thành Malaysia với việc hợp nhất Singapore vào năm 1963 (tách ra năm 1965), Sabah và Sarawak.

## Văn hóa

### Ngôn ngữ

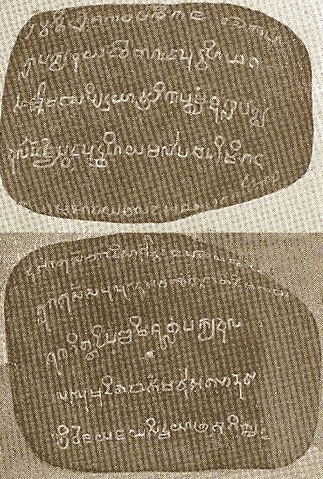
Câu khắc Kedukan Bukit viết bằng chữ Pallava. Có niên đại từ năm 683, và là đồ tạo tác lâu đời nhất còn tồn tại viết bằng tiếng Mã Lai.

Tiếng Mã Lai là một trong các ngôn ngữ chính trên thế giới và của Ngữ hệ Nam Đảo. Các biến thể và phương ngữ của tiếng Mã Lai là ngôn ngữ chính thức tại Brunei, Malaysia, Indonesia và Singapore. Ngôn ngữ này cũng được nói tại Thái Lan, quần đảo Cocos, đảo Christmas, Sri Lanka. Tiếng Mã Lai là ngôn ngữ bản địa của xấp xỉ 33 triệu người trên khắp quần đảo Mã Lai và được xấp xỉ 220 triệu người sử dụng như ngôn ngữ thứ hai.
Việc khám phá ra câu khắc Kedukan Bukit đã chứng thực hình thái Srivijaya của tiếng Mã Lai cổ, được viết bằng chữ Pallava và chịu ảnh hưởng mạnh của tiếng Phạn. Sự nổi lên của vương quốc Malacca đã khởi sự cho cuộc cách mạng phát triển tiếng Mã Lai cổ thành tiếng Mã Lai cổ điển. Thời kỳ Malacca đánh dấu việc tiếng Mã Lai biến đổi thành một ngôn ngữ Hồi giáo, kiểu cách tương đồng với tiếng Ả Rập, tiếng Ba Tư, tiếng Urdu và tiếng Swahili. Một kiểu chữ viết phỏng theo chữ cái Ả Rập gọi là Jawi đã được sử dụng và thay thế kiểu chữ Ấn Độ, các thuật ngữ tôn giáo và văn hóa Hồi giáo được đồng hóa nhiều, cùng với đó là thải hồi nhiều từ Ấn Độ giáo-Phật giáo, và tiếng Mã Lai trở thành ngôn ngữ trung gian trong việc truyền dạy và phổ biến Hồi giáo ra khắp Đông Nam Á. Vào đỉnh cao của vương quốc Malacca trong thế kỷ XV, tiếng Mã Lai cổ điển đã vượt quá phạm vi của thế giới nói tiếng Mã Lai truyền thống và kết quả là một ngôn ngữ chung được gọi là Bahasa Melayu pasar ("tiếng Mã Lai ở chợ") hoặc Bahasa Melayu rendah ("tiếng Mã Lai thấp") được phát triển và đối nghịch với Bahasa Melayu tinggi ("tiếng Mã Lai cao") của Malacca. Người ta cho rằng tiếng Mã Lai ở chợ là một thứ tiếng bồi và thậm chí nó đã tạo ra các ngôn ngữ mới như tiếng Mã Lai Ambon, tiếng Mã Lai Manado và tiếng Betawi.
Các nhà văn châu Âu trong thế kỷ XVII và XVIII như Tavernier, Thomassin và Werndly đã mô tả tiếng Mã Lai là "ngôn ngữ được học trên khắp Đông Ấn, giống như tiếng Latinh tại châu Âu". Ngôn ngữ này được sử dụng rộng rãi nhất khi người Anh và Hà Lan thuộc địa hóa quần đảo Mã Lai. Phương ngữ của vương quốc Johor, quốc gia kế thừa của Malacca, trở thành cách nói tiêu chuẩn đối với người Mã Lai tại Singapore và Malaysia, và nó là cơ sở ban đầu để chuẩn hóa tiếng Indonesian.
Ngoài tiếng Mã Lai chuẩn, được phát triển trong phạm vi Malacca-Johor, nhiều phương ngữ Mã Lai bản địa cũng tồn tại. Ví dụ, tiếng Bangka, tiếng Mã Lai Brunei, tiếng Jambi, tiếng Kelantan, tiếng Kedah, Negeri Sembilan, Palembang, tiếng Pattani, tiếng Sarawak, tiếng Terengganu, và nhiều phương ngữ khác.
Trong lịch sử, tiếng Mã Lai từng được viết bằng các loại chữ Pallava, Kawi và Rencong. Sau khi Hồi giáo du nhập, chữ cái Jawi dựa trên cơ sở chữ Ả Rập được chấp thuận và vẫn còn được sử dụng đến ngày nay với vị thế là một trong hai kiểu chữ chính thức tại Brunei và một loại chữ thay thế tại Malaysia. Bắt đầu từ thế kỷ XVII, do kết quả của quá trình thuộc địa hóa, chữ Jawi dần bị chữ Latinh thay thế và cuối cùng trở thành kiểu chữ chính thức hiện nay của tiếng Mã Lai tại Malaysia, Singapore và Indonesia, và là kiểu chữ đồng chính thức của Brunei.

### Văn học

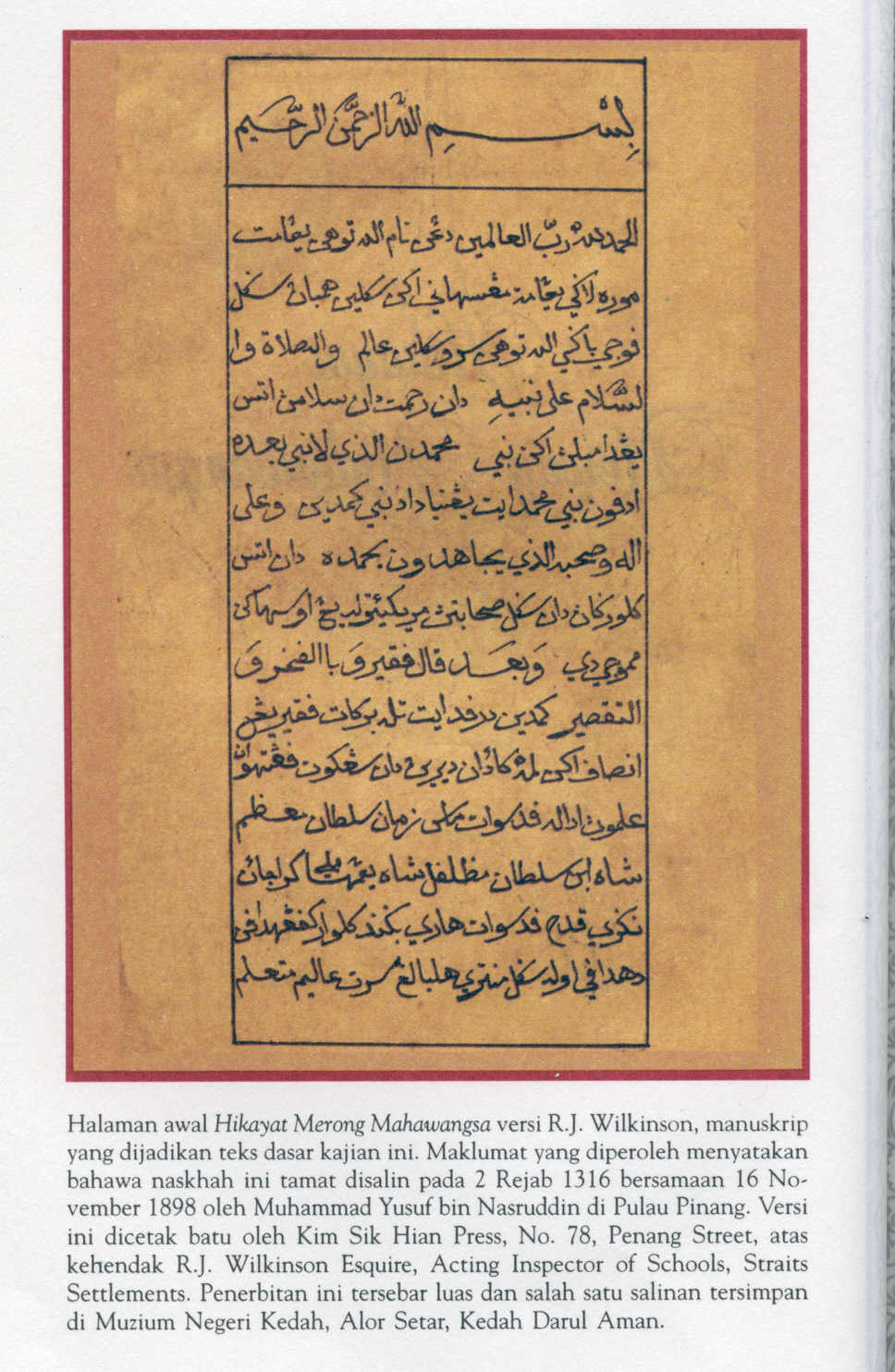
Hikayat Merong Mahawangsa viết bằng chữ Jawi. Còn được gọi là Biên niên sử Kedah, một tác phẩm văn chương tiếng Mã Lai cổ xưa và ghi chép về huyết thống của Merong Mahawangsa và việc thành lập Kedah.

Nền văn học truyền miệng và văn học cổ điển của người Mã Lai có sự phong phú, bao gồm một lượng rất lớn các hình tượng về con người, từ đầy tớ cho đến tể tướng, từ những người phân sử cho đến các Raja, từ thời cổ cho đến thời gian gần đây, chúng tạo thành bản sắc vô định hình của người Mã Lai.
Xét trên sự mềm dẻo và dịu dàng của tiếng Mã Lai, nó dễ dàng tuân theo luật về vần và âm điệu, có thể đánh giá tính độc đáo và cái hay trong văn học Mã Lai thông qua các yếu tố đầy thi vị của nó. Các thể loại thi ca trong văn học Mã Lai có thể kể tới Pantun, Syair và Gurindam. Hình thức đầu tiên của văn học Mã Lai là văn học truyền miệng và các đối tượng trung tâm của nó là những tập quán dân gian truyền thống có liên hệ với tự nhiên, động vật và con người. Văn hóa dân gian được con người ghi nhớ và được truyền từ thế kệ này sang thế hệ khác thông qua những người kể chuyện. Nhiều trong số các truyện kể này cũng được penglipur lara (những người kể chuyện) ghi lại, ví dụ như: Hikayat Malim Dewa, Hikayat Malim Deman, Hikayat Raja Donan, Hikayat Anggun Cik Tunggal và Hikayat Awang Sulung Merah Muda.
Khi quần đảo Mã Lai tiếp nhận ảnh hưởng của văn hóa Ấn Độ vào khoảng 2000 năm trước, văn học Mã Lai bắt đầu dung hợp các yếu tố Ấn Độ. Văn học trong thời gian này hầu hết là dịch thuật từ văn học tiếng Phạn, hoặc ít nhất là lấy cảm hứng từ chúng, và hoàn toàn ám chỉ đến những thần thoại Hindu. Có thể hiểu về văn học thời kỳ này thông qua một số tác phẩm như Hikayat Seri Rama (một bản dịch thoát ý của Ramayana), Hikayat Bayan Budiman (phỏng theo Śukasaptati) và Hikayat Panca Tanderan (phỏng theo Hitopadesha).
Thời kỳ của văn học cổ điển Mã Lai bắt đầu sau khi Hồi giáo được truyền đến, cùng với đó là phát minh ra chữ Jawi (dựa trên chữ Ả Rập). Từ đó, các đức tin và khái niệm Hồi giáo bắt đầu ghi dấu ấn của mình trong văn học Mã Lai. Đá khắc chữ Terengganu, có niên đại từ năm 1303, là những chữ viết sớm nhất được biết đến của văn kể chuyện Mã Lai. Khối đá được khắc lên một bản văn nói về lịch sử, luật pháp và ái tình bằng chữ Jawi. Vào lúc đỉnh cao, vương quốc Malacca không chỉ là trung tâm của quá trình Hồi giáo hóa trong khu vực mà còn là trung tâm của văn hóa Mã Lai bao gồm cả văn học. Trong thời kỳ này, các tác phẩm văn học Trung Đông nổi tiếng đã được dịch và các sách tôn giáo được viết bằng tiếng Mã Lai. Trong số các tác phẩm nổi tiếng nhất, có Hikayat Muhammad Hanafiah và Hikayat Amir Hamzah.
Bộ phận quan trọng nhất của văn học Mã Lai có lẽ là Biên niên sử Mã Lai hay Sulalatus Salatin lừng danh. Nó được một trong số những học giả nổi tiếng nhất trên lĩnh vực Mã Lai học, Ngài Richard O. Winstedt gọi là "nổi tiếng nhất, đặc biệt nhất và tốt nhất trong tất cả các tác phẩm văn học Mã Lai". Niên đại chính xác về thời điểm sáng tác và tác giả gốc của tác phẩm này vẫn chưa chắc chắn, song theo một chiếu chỉ của Quốc vương Alauddin Riaayat Shah III của Johor vào năm 1612, Tun Sri Lanang giám thị quá trình biên soạn của Biên niên sử Mã Lai.
Trong thế kỷ XIX, văn học Mã Lai đã thu được một số thành tự đáng chú ý thông qua các tác phẩm của Abdullah bin Abdul Kadir, một "munshi" nổi tiếng tại Singapore và sinh ra ở Malacca. Abdullah được xem như người Mã Lai có học thức nhất trong số những người từng viết văn, một số những nhà cải cách vĩ đại nhất của nền văn chương Mã Lai và là cha đẻ của văn học Mã Lai hiện đại. Các tác phẩm quan trọng nhất của ông là Hikayat Abdullah (tự truyện), Kisah Pelayaran Abdullah ke Kelantan (miêu tả về chuyến đi của ông tới Kelantan) và Kisah Pelayaran Abdullah ke Mekah (thường thuật về chuyến hành hương của ông đến Mecca vào năm 1854). Tác phẩm của ông là một nguồn cảm hứng cho các thế hệ nhà văn tương lai và đánh dấu một giai đoạn đầu trong quá trình chuyển đổi từ văn học Mã Lai cổ điển sang văn học Mã Lai hiện đại.

### Tôn giáo

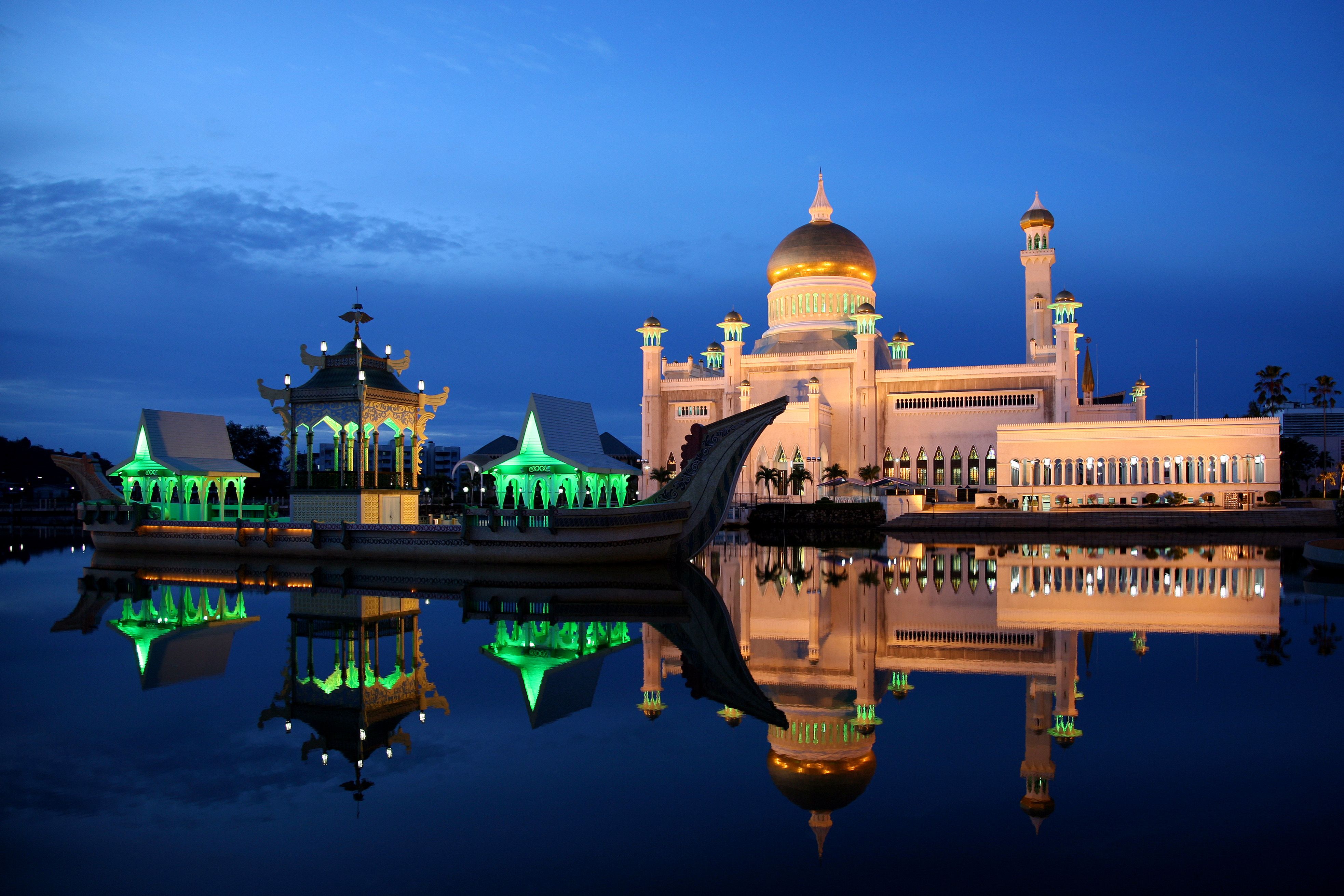
Nhà thờ Sultan Omar Ali Saifuddin tại Brunei vào đêm trước của Ramadhan. Vương quốc thịnh vượng này đã tiếp nhận Melayu Islam Beraja (nền Quân chủ Hồi giáo Mã Lai) như là triết lý quốc gia kể từ khi giành được độc lập vào năm 1984.

Các cộng đồng Mã Lai đầu tiên phần lớn theo thuyết vật linh, tin tưởng rằng semangat (linh hồn) tồn tại trong mọi thứ. Khoảng đầu Công Nguyên, Ấn Độ giáo và Phật giáo đã được các thương nhân Ấn Độ đưa đến quần đảo Mã Lai, hai tôn giáo này phát triển mạnh mẽ tại khu vực cho đến thế kỷ XIII, ngay trước khi Hồi giáo xuất hiện nhờ các thương nhân Ả Rập cùng thương nhân Ấn Độ và Trung Hoa theo Hồi giáo.
Trong thế kỷ XV, Hồi giáo Sunni phát triển mạnh mẽ trong thế giới Mã Lai thuộc vương quốc Malacca. Tương phản với Ấn Độ giáo khi chỉ biến đổi xã hội Mã Lai ban đầu về bề ngoài, Hồi giáo đã thực sự bắt rễ vào sâu trong tâm tâm trí của người Mã Lai. Từ thời kỳ này, người Mã Lai có truyền thống gắn bó chặt chẽ với Hồi giáo và họ không thay đổi tôn giáo của mình từ đó. Bản sắc này rất mạnh đến nỗi để trở thành người Hồi giáo thì phải là masuk Melayu.
Tuy thế, niềm tin trước đó đã bám rễ sâu hơn, người Mã Lai đã giữ cho mình chống lại các lời nguyền của Hồi giáo – và thực vậy Sufism hay huyền học của Hồi giáo Shia đã quyện vào nhau đối với người Mã Lai, cùng với các linh hồn của thế giới duy linh trước đó và một số yếu tố Ấn Độ giáo. Sau thập niên 1970, Hồi giáo phục hưng (còn gọi là tái Hồi giáo hóa) trên khắp thế giới Hồi giáo, nhiều truyền thống trái với giáo lý của Hồi giáo và có chứa các yếu tố shirk đã bị người Mã Lai từ bỏ. Trong số các truyền thống này có lễ hội mandi safar (tắm Safar), một lễ hội tắm rửa để đạt được sự tinh khiết trong tâm hồn, có thể có các đặc tính tương tự như Durga Puja của Ấn Độ.
Tuyệt đại đa số người Mã Lai hiện nay là những tín đồ Hồi giáo Sunni và các lễ hội quan trọng nhất đối với người Mã Lai đều có nguồn gốc Hồi giáo - Hari Raya Aidilfitri, Hari Raya Aidiladha, Awal Muharram và Maulidur Rasul. Với hầu hết người Mã Lai, việc cải đạo khỏi Hồi giáo bị xem là "bội giáo". Chỉ có một thiểu số rất nhỏ người Mã Lai sinh sống ở Singapore là Kitô hữu.

### Kiến trúc

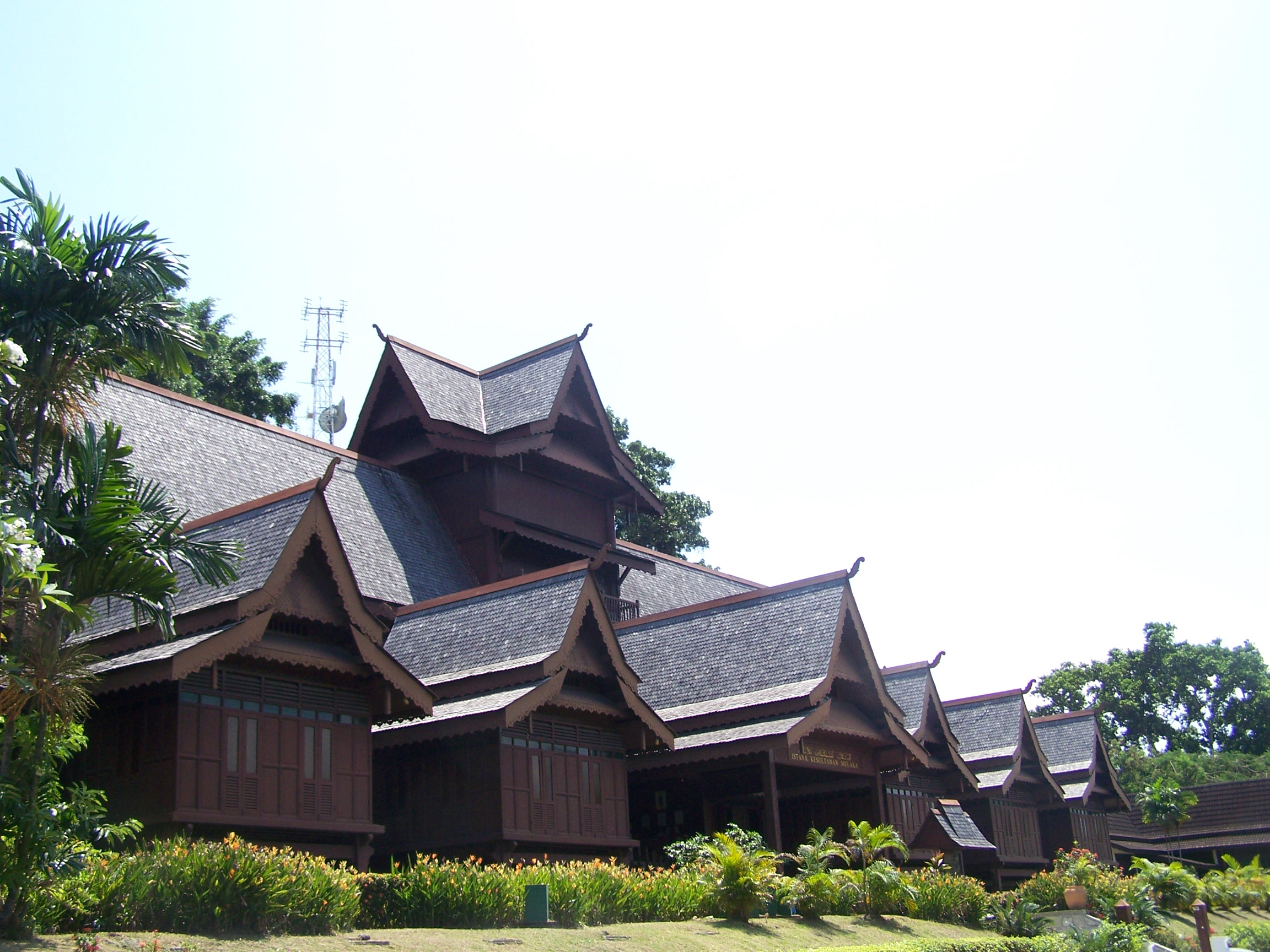
Bản sao cung điện của vương quốc Melaka, được xây dựng dựa trên các thông tin và dữ liệu lấy từ Biên niên sử Mã Lai. Bản văn lịch sử này có giới thiệu về việc xây dựng và kiến trúc của các cung điện trong thời gian trị vì của Quốc vương Mansur Shah, tức từ 1458 đến 1477.

Ảnh hưởng của nhiều nền văn hóa khác nhau, đặc biệt là văn hóa Trung Quốc, Ấn Độ và châu Âu, đã giữ vai trò chính trong việc hình thành nên kiến trúc Mã Lai. Cho đến gần đây, gỗ là vật liệu chính tại rất cả các tòa nhà truyền thống Mã Lai. Tuy nhiên, cũng có nhiều cấu trúc bằng đá đã được phát hiện, chủ yếu là các khu phức hợp tôn giáo từ thời Srivijaya và các vương quốc Mã Lai eo đất cổ.
Candi Muara Takus và Candi Muaro Jambi tại Sumatra là những điển hình cho mối liên hệ với các yếu tố kiến trúc của đế chế Srivijaya. Tuy nhiên, hầu hết các kiến trúc Srivijaya có thể tìm thấy đại diện tại Chaiya (nay thuộc Thái Lan) trên bán đảo Mã Lai, đây là một trung tâm rất quan trọng trong thời kì Srivijaya. Cấu trúc bao gồm một buồng nhỏ để làm nơi đặt hình tượng Phật và đỉnh của cấu trúc được xây thẳng đứng theo kiểu tháp với các mái bằng kế tiếp và chồng lên nhau với điển hình là Wat Pra Borom That ở Chaiya.
Cũng có bằng chứng về những đền thờ Ân Độ giáo hay Candi quanh khu vực phía nam Kedah giữa núi Jerai và thung lũng sông Muda, một khu vực được gọi là Thung lũng Bujang. Trong một diện tích khoảng 350 km², 87 di chỉ tôn giáo được xác nhận là từ thời lịch sử ban đầu và có 12 candi nằm trên các đỉnh núi, một đặc điểm khiến người ta phải nghĩ đến việc chúng bắt nguồn từ đức tin Mã Lai thời tiền sử về tính linh thiêng của những nơi có độ cao.
Có thể tham khảo về kiến trúc Mã Lai thời kỳ đầu trong một vài thư tịch Trung Quốc. Một tài liệu của Trung Quốc từ thế kỷ thứ VII đã thuật lại về những người hành hương Phật giáo đến thăm Langkasuka và nói rằng thành phố có một bức tường bao quanh và trên đó có xây các tòa tháp và lối vào có các cửa đôi. Một tài liệu Trung Quốc khác từ thế kỷ thứ VII kể về một sứ thần Nhà Đường đến nước Xích Thổ ở bán đảo Mã Lai, nó ghi lại rằng kinh đô có ba cửa cách nhau hàng trăm bước, được trang trí bằng các bức tranh về chủ đề Phật giáo và linh hồn phụ nữ.
Mô tả chi tiết đầu tiên về kiến trúc Mã Lai là đại cung điện bằng gỗ của Quốc vương Mansur Shah (trị vì 1458–1477) của vương quốc Malacca. Theo Biên niên sử Mã Lai, công trình có kết cấu bảy gian được nâng lên trên các cột trụ bằng gỗ với một mái nhà có bảy lớp bằng các ván lợp có màu đồng và được trang trí với các ngọn tháp mạ vàng và gương thủy tinh Trung Hoa.
Những ngôi nhà Mã Lai truyền thống được xây dựng chỉ bằng cấu trúc khung gỗ đơn giản. Chúng có mái dốc, hiên ở phía trước, trần nhà cao, có nhiều khe hở trên các bức tường để thông gió, và thường được trang trí bằng các mộc điêu công phu. Vẻ đẹp và chất lượng của mộc điêu Mã Lai sẽ là hình ảnh thể hiện địa vị xã hội và tình trạng của những người sở hữu chúng.
Trong nhiều thập niên, kiến trúc Mã Lai truyền thống đã bị ảnh hưởng từ kiến trúc Bugis và Java từ phía nam, kiến trúc Xiêm La, Anh, Ả Rập và Ấn Độ từ phía bắc, kiến trúc Bồ Đào Nha, Hà Lan, Aceh và Minangkabau từ phía tây cùng kiến trúc Hoa Nam.

### Ẩm thực
Các khu vực Mã Lai khác nhau đều có một ăn độc nhất của riêng mình – Pattani, Terengganu và Kelantan với món Nasi dagang, Nasi kerabu và Keropok lekor, Negeri Sembilan với các món ăn có nhiều chất béo, Pahang với gulai tempoyak, Kedah với phong cách phương bắc Asam laksa, Malacca với gia vị Asam Pedas, Perlis và Satun với Bunga kuda, Sarawak và Sambas với Bubur pedas, Riau với các món ikan patin (cá tra); Gulai ikan patin và Asam Pedas ikan patin, Melayu Deli của Medan Bắc Sumatra với Nasi goreng teri Medan (cơm chiên cá trổng Medan) và Gulai Ketam (cua gulai), Jambi với Panggang Ikan Mas, Palembang với Mie celor và Pempek và Brunei với món Ambuyat độc nhất.
Đặc điểm chính của ẩm thực truyền thống Mã Lai là việc sử dụng rộng rãi các loại gia vị. Nước cốt dừa cũng là một nguyên liệu quan trọng trong các món ăn Mã Lai với vị ngậy, kem. Một nguyên liệu khác là belacan (mắm ruốc), được sử dụng làm một nguyên liệu của sambal, một loại nước chấm hay gia vị làm từ belacan, ớt, hành và tỏi. Cách nấu nướng Mã Lai cũng sử dụng nhiều sả và riềng.
Gần như mọi bữa ăn của người Mã Lai đều có cơm, thực phẩm thiết yếu trong nhiều nền văn hóa Đông Á và Nam Á. Mặc dù trong một bữa ăn của người Mã Lai có rất nhiều loại món ăn, song chúng đều được bày ra cùng một lúc thay vì lần lượt. Người Mã Lai ăn một cách tế nhị, họ dùng các ngón tay của bàn tay phải và không bao giờ dùng bàn tay trái vì bàn tay này dùng để tắm rửa, và người Mã Lai hiếm khi sử dụng các dụng cụ trong bữa ăn. Do tuyệt đại đa số người Mã Lai theo Hồi giáo, nền ẩm thực Mã Lai tuân theo luật về chế độ ăn uống nghiêm ngặt của Hồi giáo-halal. Lượng Protein chủ yếu là từ thịt bò, trâu, dê, và cừu, ngoài ra còn có thịt gia cầm và cá. Thịt lợn và các loại thịt trái với halal, cũng như rượu, bị cấm và vắng mặt trong chế độ ăn uống thường nhật của người Mã Lai.
Nasi lemak, một loại cơm nấu bằng nước cốt dừa ngậy béo có lẽ là món ăn phổ biến nhất ở khắp các đô thị và làng mạc Mã Lai. Nasi lemak được xem là quốc thực của Malaysia.

### Nghệ thuật biểu diễn

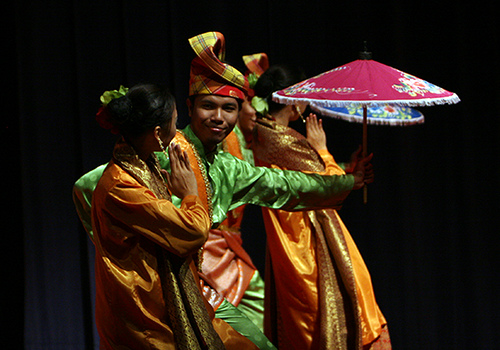
Biểu diễn vũ điệu Joget.

Người Mã Lai sở hữu một tập hợp gồm nhiều thể loại ca vũ, hợp nhất từ nhiều ảnh hưởng văn hóa khác nhau. Các thể loại tiêu biểu bao gồm các vũ kịch dân gian truyền thống Mã Lai như Mak yong đến các vũ điệu chịu ảnh hưởng của Ả Rập như Zapin. Các phong trào sáng tác cùng dàn dựng cũng thay đổi từ các bước nhảy và giai điệu đơn giản trong Dikir barat đến các chuyển động phức tạp như Joget Gamelan.
Âm nhạc Mã Lai truyền thống về cơ bản là các điệu gõ. Các loại cồng chiêng khác nhau tạo nhịp cho nhiều vũ điệu. Ngoài ra còn có trống với các kích cỡ khác nhau, từ loại lớn rebana ubi dùng cho các sự kiện quan trọng đến loại nhỏ như jingled-rebana (trống khung) dùng làm một nhạc đệm cho các xướng âm trì tụng trong các nghi lễ tôn giáo.
Âm nhạc Nobat là một phần của các biểu trưng vương giả trong các triều đình Mã Lai kể từ khi Hồi giáo du nhập trong thế kỷ XII và chỉ được tiến hành trong các nghi lễ triều đình quan trọng. Dàn nhạc của nó gồm có nhạc cụ linh thiêng và được tôn sùng như nehara (Trống định âm), gendang (trống hai đầu), nafiri (trumpet), serunai (ô-boa), và đôi khi có một cái chiêng gắn núm và một đôi chũm choẹ.
Ảnh hưởng của Ấn Độ thể hiện mạnh mẽ trong múa rối bóng truyền thống được gọi là Wayang Kulit, các câu truyện biểu diễn bắt nguồn từ sử thi Hindu; các tiết mục chính bắt nguồn từ Ramayana & Mahabharata. Có bốn thể loại múa rối bóng đặc biệt có thể tìm thấy trên bán đảo Mã Lai: Wayang Gedek, Wayang Purwa, Wayang Melayu và Wayang Siam.
Các loại hình nghệ thuật biểu diễn Mã Lai nổi tiếng khác là: kịch Bangsawan, tình ca Dondang Sayang và vũ điệu Mak Inang từ vương quốc Melaka, kịch Jikey và Mek Mulung từ Kedah, vũ điệu Asyik và vũ kịch Menora từ Patani và Kelantan, vũ điệu Ulek mayang và Rodat đến từ Terengganu, kịch Boria từ Penang, vũ điệu Canggung từ Perlis, kể chuyện thơ Mukun từ Brunei và Sarawak cùng vũ điệu Serampang Dua Belas từ Serdang.

### Trang phục truyền thống

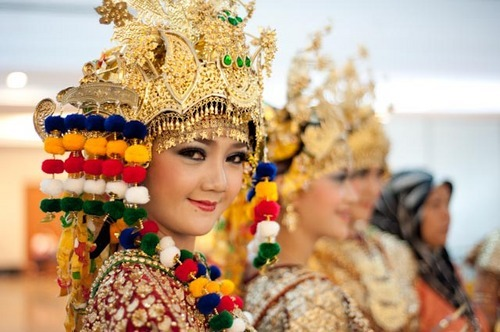
Một cô gái Palembang trong trang phục khiêu vũ Gending Sriwijaya truyền thống, Nam Sumatra, Indonesia.

Trong văn hóa Mã Lai, quần áo và vải dệt được tôn sùng như là các hạng mục thể hiện vẻ đẹp, quyền lực và thân phận. Nhiều mô tả trong các Hikayat Mã Lai đã nhấn mạnh vị trí đặc biệt của vải dệt. Kỹ nghệ khung cửi Mã Lai có thể truy nguyên nguồn gốc từ thế kỷ thứ XIII khi tuyến thương mại phía Đông phát triển mạnh dưới thời Nhà Tống. Các tư liệu Trung Hoa và Ả Rập đã đề cập đến hàng vải dệt được sản xuất tại địa phương cũng như ưu thế của ngành dệt trên bán đảo Mã Lai. Trong số các loại vải dệt nổi tiếng của người Mã Lai, có thể kể đến Songket và Batik.
Trang phục Mã Lai cổ điển dùng chung cho nam giới bao gồm một baju (áo sơ mi) hay tekua (một loại áo sơ mi ống tay dài), baju rompi (áo gi-lê), kancing (cúc áo), một celana (quần) ống nhỏ, một sarong quấn quanh eo, capal (dép), và một tanjak hay tengkolok (mũ); quý tộc còn vận thêm baju sikap hay baju layang (một loại áo choàng ngoài) và pending (khóa thắt lưng trang trí). Một chiến binh Mã Lai cũng thường có một Kris (dao lăm) nhét vào phía trước của sarong.
Các loại trang phục truyền thống Mã Lai có sự khác biệt theo vùng song trang phục truyền thống phổ biến nhất hiện nay là Baju Kurung (cho đàn bà) và Baju Melayu (cho đàn ông), cả hai đều được công nhận là quốc phục của Malaysia và Brunei, và cũng được cộng đồng Mã Lai tại Indonesia, Singapore và Thái Lan mặc. Baju Melayu hiện nay chỉ còn được đàn ông Mã Lai mặc trong các buổi lễ, còn Baju Kurung thì được phần lớn phụ nữ Mã Lai mặc quanh năm.

### Võ thuật
Người ta có thể thấy Pencak Silat và các biến thể của nó xuất hiện ở khắp nơi trong thế giới Mã Lai: bán đảo Mã Lai, Singapore, Quần đảo Riau, Sumatra và các khu vực ven biển của Borneo. Các bằng chứng khảo cổ cho thấy rằng vào thế kỷ thứ VI, nghệ thuật chiến đấu đã được nghi thức hóa và được tập luyện trên bán đảo Mã Lai và Sumatra. Các thể thức sớm nhất của Pencak Silat được cho là đã được phát triển và được sử dụng trong lực lượng quân đội của các vương quốc Mã Lai cổ như Langkasuka (thế kỷ II) và Srivijaya (thế kỷ VII).
Tầm ảnh hưởng của các vương quốc Hồi giáo Mã Lai như Malacca, Johor, Pattani và Brunei đã góp phần vào việc truyền bá loại võ thuật này tại quần đảo Mã Lai. Thông qua một mê cung phức tạp các eo biển và sông đã tạo điều kiện trao đổi thương mại trên khắp khu vực, Pencak Silat đã theo đó đi tận vào các khu vực rừng rậm và lên các vùng đồi núi. Đô đốc Hang Tuah huyền thoại của Malacca là một pesilat (người tập Pencak Silat) nổi tiếng nhất trong lịch sử và thậm chí được một số người xem là cha đẻ của silat Mã Lai. Từ thời cổ điển, Silat Mã Lai trải qua quá trình đa dạng hóa to lớn và tạo thành thứ truyền thống mà ngày nay được công nhận là nguồn gốc của Pencak Silat Indonesia và các dạng khác của Pencak Silat tại Đông Nam Á.
Bên cạnh Silat, những người Mã Lai chủ yếu sống ở các địa bàn miền bắc bán đảo Mã Lai cũng luyện tập Tomoi. Đây là một dạng biến thể Đông Dương của môn kickboxing, được cho là đã truyền bá tại Đông Nam Á lục địa từ thời Phù Nam (68 SCN).

### Trò chơi truyền thống

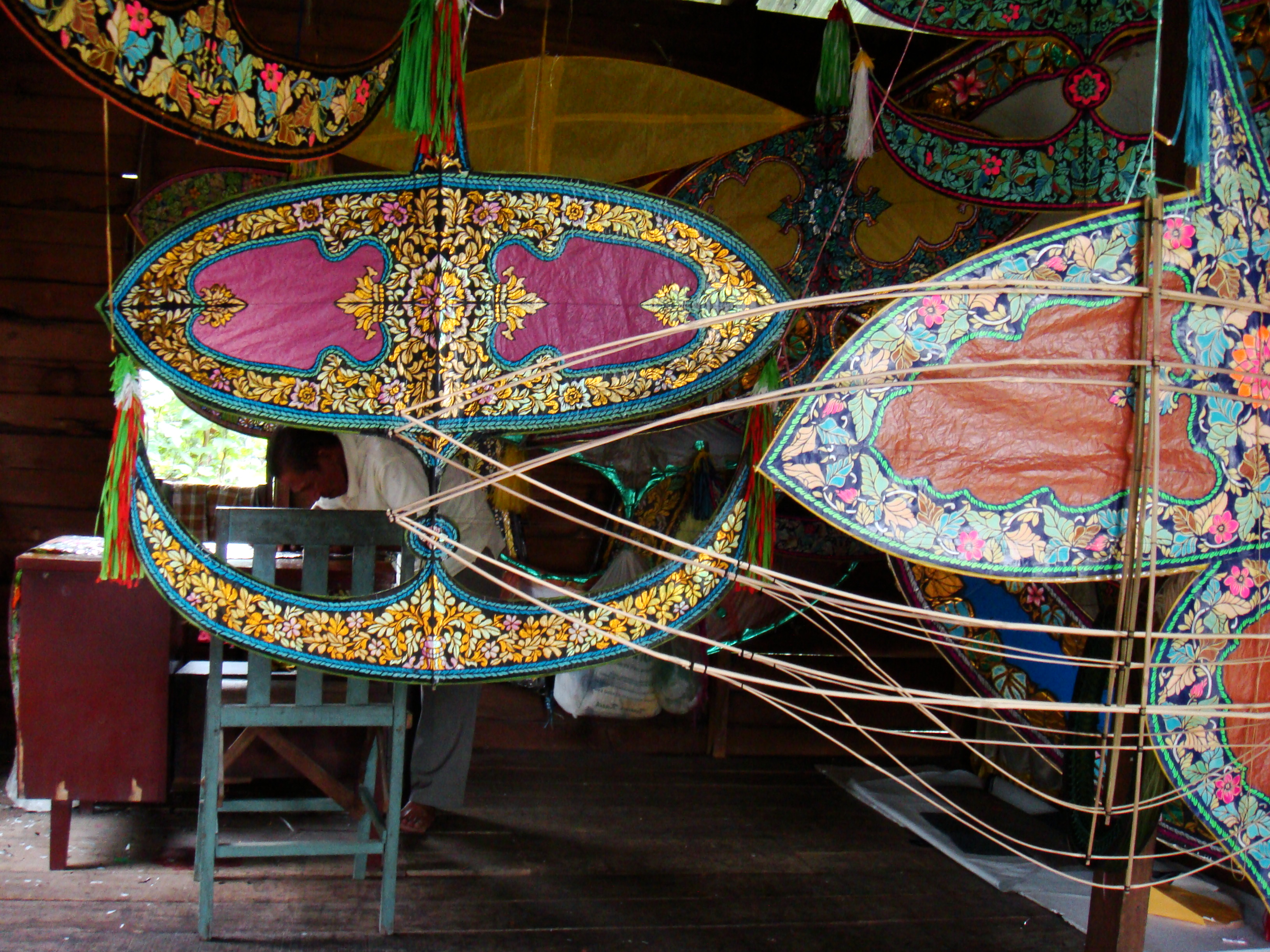
Một xưởng sản xuất Wau tại Kelantan, Malaysia.

Các trò chơi Mã Lai truyền thống thường đòi hỏi các kĩ năng thủ công tinh xảo và khéo tay và có thể truy nguyên nguồn gốc từ thời vương quốc Malacca. Cầu mây và diều nằm trong số các trò chơi truyền thống được nói tới trong Biên niên sử Mã Lai, theo đó chúng là trò chơi của giới quý tộc và các thành viên vương giả của vương quốc Mã Lai.
Sepak Raga là một trong số các trò chơi Mã Lai phổ biến nhất và đã được chơi trong nhiều thế kỉ. Theo truyền thống, Sepak raga được chơi trong vòng tròn bằng cách đá và người chơi giữ quả cầu mâu ở trên cao bằng bất kì bộ phận nào trên cơ thể họ ngoại trừ tay. Trò chơi này hiện nay được công nhận là môn thể thao quốc gia của Malaysia và từng được chơi trong các sự kiện thể thao quốc tế như Á vận hội và SEA Games.
Trò chơi phổ biến khác là con quay Gasing, thường được chơi sau mùa gặt. Người thợ thủ công cần phải có một kĩ năng tuyệt vời để sản xuất ra Gasing (con quay) tranh đua nhất, một số con quay có thể quay tới hai giờ liên tục.
Có lẽ trò chơi Mã Lai phổ biến nhất là Wau (một loại diều độc nhất đến từ bờ biển phía đông của bán đảo Mã Lai). Trong cuộc thi thả diều Wau, ban giám khảo trao thưởng sẽ chấm điểm về độ khéo léo (Wau là các vật thể đẹp và đầy màu sắc được gắn trên khung tre), âm thanh (tất cả diều Mã Lai đều được thiết kế để tạo ra một âm thanh đặc trưng khi nó bay trong gió) và độ cao.
Người Mã Lai cũng tạo ra một biến thể của trò chơi trên bàn Mancala gọi là Congkak. Trò chơi được tiến hành bằng cách di chuyển các hòn đá, hạt hoặc vỏ cây quanh một tấm ván bằng gỗ có 12 lỗ hoặc nhiều hơn. Mancala được công nhận là trò chơi cổ xưa nhất trên thế giới và có thể truy nguyên nguồn gốc từ thời Ai Cập cổ đại. Khi du nhập ra toàn cầu, mỗi nền văn hóa lại phát minh ra biến thể riêng của mình, trong đó có người Mã Lai.

### Tên gọi và tước hiệu
Tên riêng của người Mã Lai có sự phức tạp, phản ánh thứ bậc của xã hội, và tước hiệu được coi trọng. Tên người Mã Lai nói chung đã trải qua những biến đổi to lớn, tiến triển theo thời gian và phản ánh các ảnh hưởng khác nhau mà người Mã Lai tiếp nhận. Mặc dù một số tên gọi Mã Lai vẫn duy trì một phần ảnh hưởng của tiếng Mã Lai bản địa và tiếng Phạn, song vì là người Hồi giáo nên người Mã Lai từ lâu đã chuộng sử dụng tên Ả Rập như là dấu hiệu thể hiện tôn giáo của họ.
Tên người Mã Lai theo kiểu phụ danh và có thể được xem là bao gồm bốn bộ phận: một tước hiệu, một tên riêng, họ (tên cha), và một mô tả về quan hệ cha con. Một số tên riêng của người Mã Lai có thể bao gồm cả tên đôi của cha người đó, do đó tạo thành một tên dài hơn. Ví dụ, một cầu thủ Malaysia có tên gọi đầy đủ là Mohd Aidil Zafuan Abdul Radzak, trong đó 'Mohd Aidil Zafuan' là tên riêng và 'Abdul Radzak' là tên đôi của cha người này.
Ngoài hệ thống tên gọi, trong tiếng Mã Lai cũng có một hệ thống phức tạp các tước hiệu và kính ngữ, đến nay vẫn còn được sử dụng rộng rãi tại Malaysia và Brunei. Với việc đặt các tước hiệu Mã Lai này vào một tên gọi Mã Lai thông thường, sẽ tạo nên một tên gọi phức tạp hơn.
Tuy nhiên, các nhân vật vương giả Mã Lai còn có tổ hợp tên gọi phức tạp hơn. Ví dụ như Yang di-Pertuan Agong của Malaysia có tôn hiệu đầy đủ là Duli Yang Maha Mulia Almu'tasimu Billahi Muhibbuddin Tuanku AlHaj Abdul Halim Mu'adzam Shah Ibni AlMarhum Sultan Badlishah, trong khi Quốc vương Brunei có tên gọi chính thức là Kebawah Duli Yang Maha Mulia Paduka Seri Baginda Sultan Haji Hassanal Bolkiah Mu'izzaddin Waddaulah ibni Al-Marhum Sultan Haji Omar 'Ali Saifuddien Sa'adul Khairi Waddien.

## Phân nhóm
| Phân nhóm                                                                             | Vương quốc trong lịch sử | Khu vực có số dân đáng kể |
| ------------------------------------------------------------------------------------- | --- | --- |
| Người Mã Lai Bangka-Belitung                                                          | | Quần đảo Bangka-Belitung |
| Người Mã Lai Bangkok                                                                  | | Min Buri, Nong Chok Lam Luk Ka, Mueang Pathum tỉnh Ayutthaya                                                                                                |
| Người Mã Lai Bengkulu                                                                 | | Bengkulu |
| Người Mã Lai Berau                                                                    | | Berau |
| Người Mã Lai Brunei                                                                   | - Đế quốc Brunei (thế kỷ VII–XIV) - Vương quốc Brunei (1363–nay) | Brunei · Labuan, Sarawak, Sabah |
| Người Mã Lai Bugis nhóm người Mã Lai đồng hóa có nguồn gốc Bugis                      | - Vương quốc Linggi (1700–1777) - Vương quốc Selangor (1745–nay) | Selangor, Johor, Pahang · Riau, Quần đảo Riau |
| Người Mã Lai Deli                                                                     | - Vương quốc Asahan (1630–1946) - Vương quốc Deli (1630–nay) - Vương quốc Langkat (1568–nay) - Vương quốc Serdang (1728–1946) | Bắc Sumatra |
| Người Mã Lai Jambi Malay                                                              | - Vương quốc Jambi (thế kỷ VII) - Dharmasraya (1183–1347) - Vương quốc Jambi (1460–1907) | Jambi |
| Người Mã Lai Java Nhóm người Mã Lai đồng hóa có nguồn gốc từ người Java               | | Johor, Selangor |
| Người Mã Lai Johor                                                                    | - Vương quốc Johor (1528–nay) - Vương quốc Muar (1707–1877) | Johor |
| Người Mã Lai Kedah                                                                    | - Nề văn minh Thung lũng Bujang (thế kỷ I) - Langkasuka (thế kỷ II −XIV) - Vương quốc Kedah (thế kỷ VII– XII) - Vương quốc Hồi giáo Kedah (1136–nay) - Vương quốc Kubang Pasu (1841–1864) - Vương quốc Perlis (1842–nay)          | Kedah, Perlis, Penang, Perak · Satun, Trang, Krabi, Phuket, Phang Nga · Ranong, Nakhon Si Thammarat, Phatthalung (tỉnh) · Songkhla, Yala · Vùng Tanintharyi |
| Người Mã Lai Kelantan                                                                 | - Vương quốc Xích Thổ (1st −6th century) - Vương quốc Kelantan (1267–nay) - Vương quốc Jembal (1638–1720) | Kelantan |
| Người Mã Lai Loloan                                                                   | | Jembrana |
| Người Mã Lai Malacca                                                                  | - Vương quốc Malacca (1402–1511) | Melaka |
| Người Mã Lai Minangkabau Nhóm người Mã Lai đồng hóa có nguồn gốc từ người Minangkabau | - Tù bang Negeri Sembilan (1773–nay) | Negeri Sembilan, Selangor |
| Người Mã Lai Pahang                                                                   | - Vương quốc Pahang (1470–nay) | Pahang |
| Người Mã Lai Palembang                                                                | - Srivijaya (thế kỷ VII–XIII) - Vương quốc Palembang (1550–1823) | Nam Sumatra |
| Người Mã Lai Pattani                                                                  | - Vương quốc Negara Sri Dharmaraja (thiên niên kỉ I–thế kỷ XV) - Langkasuka (thế kỷ II −XIV) - Vương quốc Pattani (1516–1771) - Vương quốc Singgora (1603–1689) - Vương quốc Reman (1785–1909)                                    | Pattani, Yala, Narathiwat, Songkhla, Krabi · Kedah, Kelantan                                                                                                |
| Người Mã Lai Perak                                                                    | - Gangga Negara (thế kỷ II – XI) - Vương quốc Perak (1528–nay) | Perak |
| Người Mã Lai Pontianak                                                                | - Vương quốc Tanjungpura (880–1590) - Vương quốc Matam (1590–1948) - Vương quốc Pontianak (1771–1950) - Vương quốc Sambas (1675–1944)                                                                                             | Tây Kalimantan |
| Người Mã Lai Riau                                                                     | - Vương quốc Riau-Lingga (1824–1911) - Vương quốc Bintan - Vương quốc Siak (1725–1949) - Vương quốc Pelalawan (1791–1946) - Vương quốc Kuntu Kampar (1234-1933) - Vương quốc Indragiri (1298–1963) - Vương quốc Rokan (1569-1940) | Riau, Quần đảo Riau, Limapuluh Koto, Pasaman |
| Người Mã Lai Sarawak                                                                  | - Vương quốc Sarawak (1598–1641) | Sarawak |
| Người Mã Lai Singapore                                                                | | Singapore |
| Người Mã Lai Sri Lanka                                                                | | Sri Lanka |
| Người Mã Lai Tamiang                                                                  | - Vương quốc Bukit Karang (1023–1330) - Vương quốc Benua Tamiang (1330–1528) | Aceh Tamiang |
| Người Mã Lai Terengganu                                                               | - Vương quốc Terengganu (1708–nay) | Terengganu |